# Carl Zittel
Carl Zittel, född den 21 juni 1802 i Schmieheim, Baden, död den 28 augusti 1871 i Karlsruhe, var en tysk teolog av frisinnad riktning.
Zittel, som var förste kyrkoherde och stiftsdekan i Heidelberg, invaldes 1842 i badensiska Andra kammaren, vars upplösning i februari 1846 var en följd av hans motion om religionsfrihet till förmån för de tyska katolikerna. I tyska nationalförsamlingen i Frankfurt 1848 var Zittel ombud för kretsen Karlsruhe. 
Han försvarade samvetsfriheten i Badens unierade kyrka genom sin skrift Der Bekenntnisstreit in der protestantischen Kirche (1852) och medverkade till, att det med Rom 1859 avslutade konkordatet förkastades av lantdagen, varigenom det hierarkiska partiet övervanns. Zittel inlade även förtjänst om kyrkoförfattningen av 1861 och stiftandet av protestantföreningen 1863.